# Ријенци (Воћин)
Ријенци су насељено мјесто у општини Воћин, у Славонији, у Вировитичко-подравској жупанији, Република Хрватска.

## Географија
Ријенци се налазе око 11,5 км источно од Воћина.

## Историја
До територијалне реорганизације у Хрватској насеље се налазило у саставу бивше општине Подравска Слатина.

## Становништво
Ријенци су према попису из 2011. године имали 5 становника.
| Националност       | 1991. | 1981. | 1971. | 1961. |
| Срби               | 112   | 131   | 219   | 325   |
| Југословени        | 3     | 7     | 6     |       |
| Хрвати             | 2     |       |       | 7     |
| остали и непознато | 3     | 3     | 3     |       |
| Укупно             | 120   | 141   | 228   | 332   |

| Демографија | Демографија | Демографија |
| Година      | Становника  | Становника  |
| ----------- | ----------- | ----------- |
| 1961.       | 332         |             |
| 1971.       | 228         |             |
| 1981.       | 141         |             |
| 1991.       | 120         |             |
| 2001.       | 7           |             |
| 2011.       |             | 5           |